# 운전군
운전군(雲田郡)은 조선민주주의인민공화국 평안북도의 남부에 있는 군이다.

## 지리
청천강의 충적평야인 운전평야에 위치하고 남쪽은 황해에 접한다. 동쪽은 박천군, 북쪽은 태천군, 서쪽은 정주시와 접한다. 비교적 완만한 평야로, 서쪽에 낮은 산지가 있고 동쪽과 남쪽은 평야이다. 가장 높은 지점은 서쪽에 있는 목우산(414m)이다. 앞바다에는 운무도, 혜성도 등의 섬들이 있다.
연평균 기온은 9.1 °C이고 1월 평균기온은 -7.3 °C, 8월 평균기온은 23.7 °C이다. 기후는 북조선 평균에 비해 약간 습해, 연평균 강수량은 1,230mm이다.

## 역사
예전에는 정주군·박천군의 일부였다. 1952년 12월의 행정구역 재편에 의해서 설치되었다. 1954년에 일부가 정주군으로 넘어가고 박천군 일부가 넘어오면서 운전읍이 운전리가 되고 박천군 령미리와 보석리 일부가 운전읍이 되었다.

## 산업
현 면적의 약 40%는 산림이고 다른 40%는 경작지이다. 광대한 벼농사 이외에도 옥수수, 콩, 밀, 보리가 재배된다. 운전군은 또한 평안북도의 선도적인 과일 생산지이다. 축산업은 돼지 사육이 중심을 이룬고 어업 또한 이루어진다. 흑연과 운모가 생산되고 많은 공장이 있다. 소금에 절인 생선과 간장이 생산되고 수공예품과 도자기로도 유명하다.

## 교통
평의선이 운전과 신의주, 평양을 연결한다.

## 행정 구역
1읍 25리로 구성된다.
- 운전읍 (雲田邑)
- 서삼리 (西三里)
- 가산리 (嘉山里)
- 송학리 (松鶴里)
- 금계리 (金鷄里)
- 학산리 (鶴山里)
- 옥야리 (玉野里)
- 운하리 (雲何里)
- 운전리 (雲田里)
- 원서리 (院西里)
- 대오리 (大五里)
- 덕암리 (德巖里)
- 관해리 (觀海里)
- 덕원리 (德元里)
- 월현리 (月峴里)
- 동창리 (東倉里)
- 신오리 (新五里)
- 청정리 (淸亭里)
- 룡봉리 (龍鳳里)
- 삼광리 (三光里)
- 북일리 (北一里)
- 대연리 (大淵里)
- 봉덕리 (鳳德里)
- 동삼리 (東三里)
- 구련리 (九蓮里)
- 보석리 (寶石里)

## 같이 보기
- 조선민주주의인민공화국의 지리
- 조선민주주의인민공화국의 행정 구역